# Eerste Diadochenoorlog
De Eerste Diadochenoorlog duurde van 322 tot 320 v.Chr. en werd gevoerd tussen de Macedonische Rijksregent Perdikkas en Eumenes van Cardia enerzijds en de satrapen Antipater, Krateros, Antigonos Monophthalmos en Ptolemaios anderzijds. Allen waren zij diadochen van Alexander de Grote, wier erfenis zij opeisten.

## De val van Perdikkas
Perdikkas' huwelijk met Alexanders zus Cleopatra leidde Antipater, Krateros, Antigonos en Ptolemaios ertoe om samen in opstand te komen. De aanleiding tot het uitbreken van de oorlog was dat Ptolemaios het lijk van Alexander stal en meenam naar Egypte. Aanvankelijk versloeg Eumenes de opstandelingen in Klein-Azië volkomen: Krateros en Neoptolemos lieten het leven in een veldslag in de buurt van de Hellespont in 321 v.Chr. Perdikkas trachtte ondertussen Ptolemaios tot de orde te roepen door Egypte binnen te vallen. Na zware verliezen te hebben geleden bij een poging de Nijl op een versterkte plek over te steken, werd hij vermoord door zijn eigen generaals Peithon, Seleukos en Antigenes.

## Herverdeling van de macht
Ptolemaios sloot een verbond met de moordenaars van Perdikkas, en stelde in plaats van hem Peithon en Arrhidaios aan als regenten, maar deze sloten spoedig een nieuwe overeenkomst met Antipater bij het Verdrag van Triparadeisos. Antipater werd rijksregent en de twee koningen werden naar Macedonië overgebracht. Antigonos bleef heersen over Frygië, Lycië en Pamphylië, waar Lycaonië aan werd toegevoegd. Ptolemaios behield Egypte, Lysimachos behield Thracië, terwijl de drie moordenaars van Perdikkas —Seleukos, Peithon en Antigenes— de satrapieën Babylonië, Medië respectievelijk Susiana kregen toegewezen. De oud-regent Arrhidaios ontving Hellespont-Frygië. Antigonos kreeg de taak om Perdikkas' voormalige bondgenoot Eumenes uit te schakelen.
Feitelijk behield Antipater de macht over Europa (Macedonië en Griekenland), terwijl Antigonos een soortgelijke positie over Azië bezat als aanvoerder van het grootste leger van de Hellespont. Deze tweedeling bewaarde de vrede tot Antipater het volgende jaar overleed nadat hij Polyperchon had aangewezen als volgende rijksregent; zijn eigen zoon Kassander kon dit niet verkroppen en zocht de steun van Antigonos, waarmee de Tweede Diadochenoorlog uitbrak.